# Шеренин, Юрий Леонидович
Юрий Леонидович Шеренин (род. 28 августа 1957, Приазовский район, Запорожская область) — украинский и российский политический деятель, начальник управления юстиции города Севастополя, председатель Севастопольского апелляционного административного суда. Народный депутат Украины 2-го созыва. Кандидат юридических наук (2012).

## Биография
Родился в семье рабочих.
В сентябре 1974 — декабре 1977 года — ученик Калининградского мореходного училища РСФСР, радиотехник.
В январе-марте 1978 года — электрорадионавигатор-гидроакустик, в марте-июле 1978 года — радиооператор, начальник радиостанции НПС «Ихтиандр». В сентябре-ноябре 1978 года — начальник радиостанции подменной команды, в ноябре — декабре 1978 года — начальник радиостанции СРТМ «ИЗ.Мустакимов». В декабре 1978 — июне 1979 года начальник-командир радиостанции Р/с 300.
В июне 1979 — апреле 1980 года — радиооператор радиостанции НПС «Ихтиандр». В апреле — июне 1980 года — начальник радиостанции Р/с 300, в июне — ноябре 1980 года — начальник радиостанции РПС «Гидронавт», в ноябре 1980 — феврале 1981 года — радиооператор НПС «Хронометр». В феврале 1981 — сентябре 1982 года — начальник радиостанции РС-300. В сентябре 1982 - августе 1983 года — начальник радиостанции РПС "Гордый".
В августе 1983 — июне 1984 года — начальник радиостанции РПС «Дивный».
В июне 1984 — августе 1986 года — судовой радиомонтажник «Опытного производства» Севастопольского экспериментально-конструкторского бюро по подводным исследованиям (база «Гидронавт»). Член КПСС.
В сентябре 1986 - январе 1989 года — старший юрисконсульт, юрисконсульт заводоуправления Севастопольского завода "Южреммаш".
В 1988 году заочно окончил Харьковский юридический институт имени Дзержинского, юрист.
В январе 1989 — апреле 1990 года — инструктор организационного отдела Ленинского районного комитета КПУ города Симферополя.
В апреле 1990 — ноябре 1992 года — народный судья Балаклавского районного народного суда города Севастополя.
В ноябре 1992 — апреле 1994 года — начальник управления юстиции города Севастополя.
Народный депутат Украины c .4.1994 (2-й тур) по 04.1998, Гагаринский избирательный округ № 44, город Севастополь. Председатель подкомитета по вопросам конституционной реформы Комитета по вопросам правовой политики и судебно-правовой реформы. Член фракции «Социально-рыночный выбор».
В 1995 — 1998 годах — член Высшей квалификационной комиссии судей Украины.
В январе 1996 — апреле 1997 года — член исполнительного комитета Либеральной партии Украины.
В мае 1998 — июне 2001 года — судья, председатель Арбитражного суда Автономной Республики Крым. В июне 2001 — феврале 2007 года — председатель Хозяйственного суда Автономной Республики Крым. С ноября 2005 года — судья (бессрочно)
В июне 2007 — 2014 года — председатель Севастопольского апелляционного административного суда.
В 2014 году после аннексии Крыма Россией принял российское гражданство, стал председателем Севастопольского апелляционного административного суда в составе России.

## Награды и награды
- орден «За заслуги» III-го в. (10.2003)
- заслуженный юрист Украины (10.1997)
- судья 2-го класса (1998).

Награждён памятной медалью Верховной Рады Украины «Десять лет независимости Украины» (2001), грамотой Совета судей Украины (2008), Благодарностью Президента Украины за весомый личный вклад в перестройку Украинского государства и укрепление ее независимости (2009). В декабре 2010 года награжден дипломом и памятной медалью Высшего административного суда Украины за весомый вклад в развитие административной юстиции и по случаю пятой годовщины введения административного судопроизводства на Украине.

## Ссылка
- Юрий Леонидович Архивная копия от 26 июля 2020 на Wayback Machine
- Судьи России - Шеренин Юрий Леонидович Архивная копия от 7 декабря 2018 на Wayback Machine